# Szczepanowice (Pleśna)
Szczepanowice ist ein Dorf der Gemeinde Pleśna im Powiat Tarnowski der Woiwodschaft Kleinpolen in Polen.

## Geographie
Der Ort liegt am rechten Ufer des Dunajec, 2 km östlich der Stadt Wojnicz und 12 km südwestlich der Stadt Tarnów. Die Nachbarorte sind Pleśna im Osten, Rychwałd im Südosten, Dąbrówka Szczepanowska und Lubinka im Süden, Isep im Westen, sowie Błonie und Rzuchowa im Norden.

## Geschichte
In der ersten Hälfte des 14. Jahrhunderts wurde westlich das Dorf Libertas Pelcze (Wola Pelczowska) gegründet und wurde in den Jahren 1348 und 1349 als eine Pfarrei im Peterspfennigregister des Bistums Krakau erwähnt. Kurz danach wurde die Pfarrkirche durch Überschwemmung des Dunajec zerstört. Sie wurde danach am Hügel Jodłówka (jodła – Tanne) wiedererrichtet. Die Pfarrei wurde danach auf drei Arten benannt: Jodłówka (erste Erwähnung im Jahr 1407), Pelczowska Wola und Pińczów, aber im Jahr 1916 wurde die Pfarrei endlich auf Szczepanowice (1408 erstmals erwähnt, der patronymische Name ist vom Personennamen Szczepan mit dem Suffix -(ow)ice abgeleitet) umbenannt, während Jódłówka nur ein Weiler von Szczepanowice blieb. Um 1460 änderte der Dunajec seinen Lauf und trennte Pelczowska Wola bzw. Wola Pilczów (ab dem 16. Jahrhundert Pińczów) von Jodłówka und Szczepanowice. Auf der Flussinsel zwischen dem älteren Lauf des Dunajec im Westen und dem neuen im Osten entstand das heutige Dorf Isep, das das alte Wola Pelczowska bzw. Pińczów und Szczepanowice Dolne bzw. Zawodzie absorbierte.

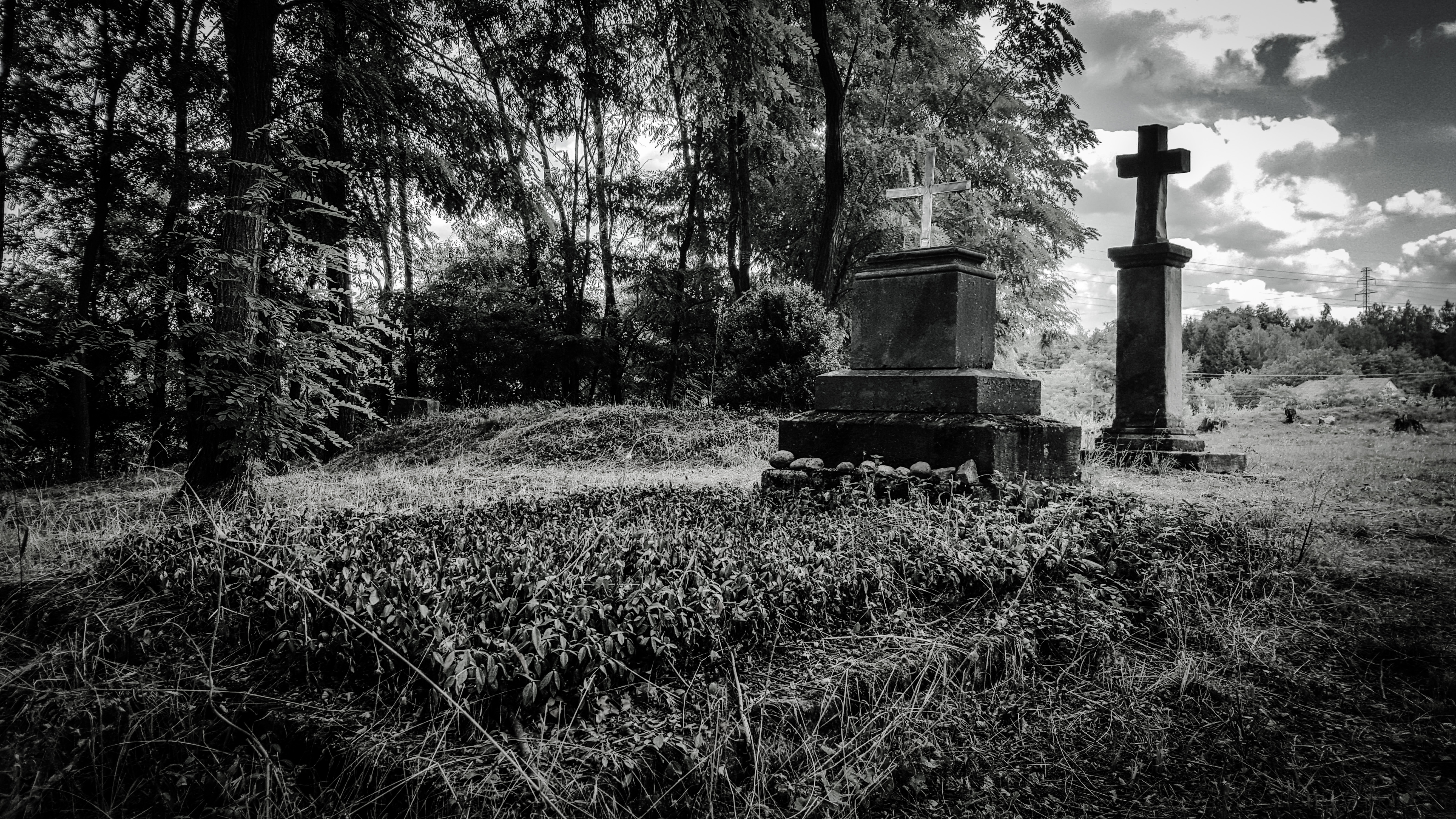
Reformierter Friedhof

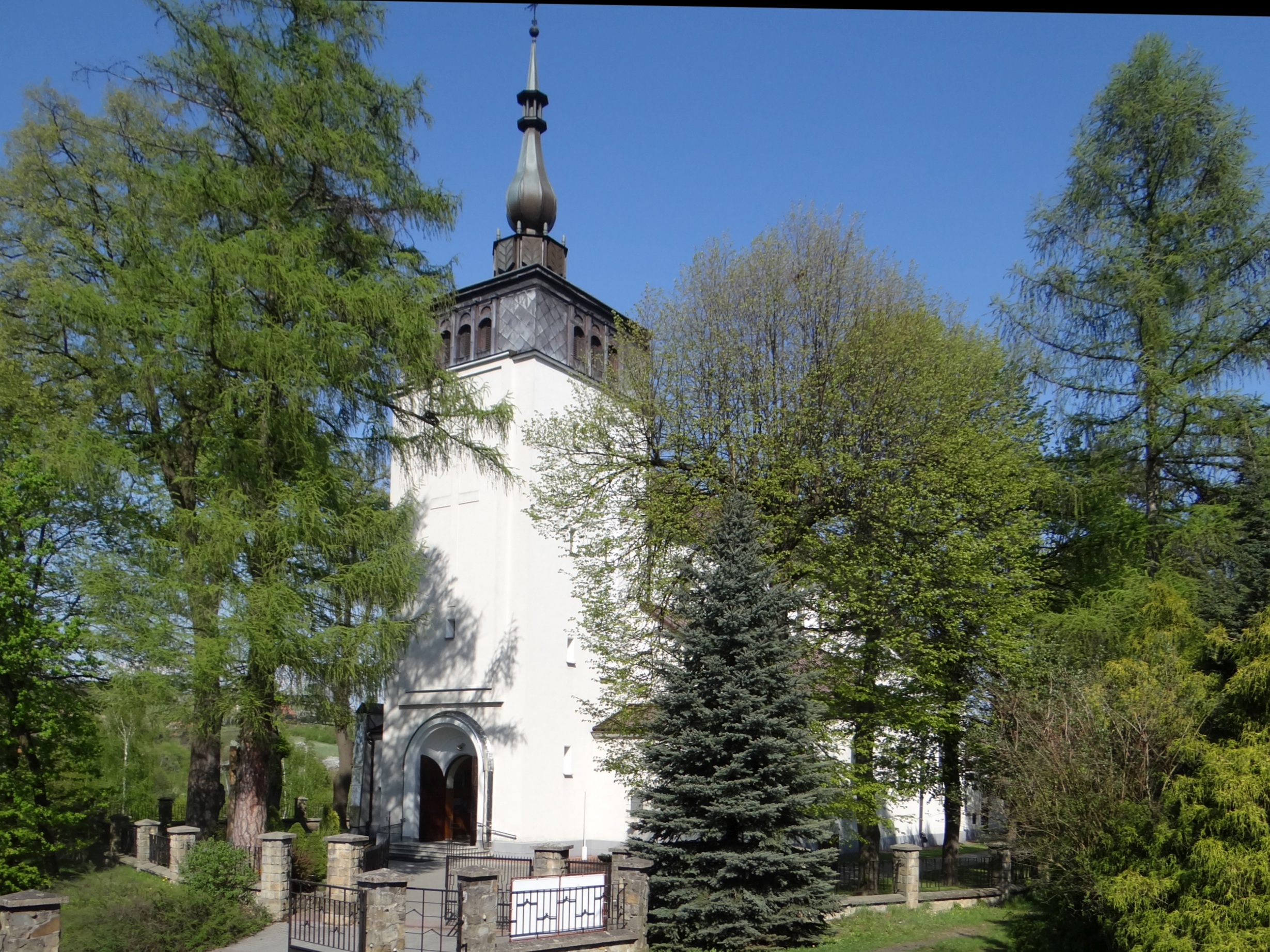
Ortskirche aus der ersten Hälfte des 19. Jahrhunderts

Politisch und administrativ gehörte das Dorf zum Königreich Polen (ab 1569 Adelsrepublik Polen-Litauen), Woiwodschaft Sandomir, Kreis Pilzno. Ab 1489 bis zur Mitte des 19. Jahrhunderts gehörte Szczepanowice zur Familie Chrząstowski des Wappens Zadora. In der Zeit der Reformation änderten einige Mitglieder dieser Familie im Jahr 1568 ihre Konfession auf den Calvinismus. 1573 wurde die Ortskirche am Hügel Jodłówka zum reformierten Bethaus, aber es wurde nach 20 Jahren zerstört. Danach bildeten Kalvinisten und Katholiken separate Kirchen. Die Protestanten eröffneten in Pińczów (nicht zu verwechseln mit Pińczów in der Woiwodschaft Heiligkreuz, auch ein Zentrum der polnischen Reformation) eine Schule. 1651 wurden das Bethaus und die Schule in Jodłówka geschlossen und in Szczepanowice in neuen Gebäuden eröffnet. Dort wurde auch ein kalvinischer Friedhof gegründet. Szczepanowice erhielt damals den Charakter eines Städtleins und wurde zu einem der wichtigsten Zentren des Calvinismus im Süden Polens und die örtliche Schule wurde auch von Söhnen der schottischen Kaufleute aus Tarnów und protestantischen Jugend aus Ungarn besucht. Das Bethaus brannte 1713 nieder, aber wurde 1786 wieder aufgebaut. 1808 oder 1809 ging die reformierte Gemeinde in Jodłówka bzw. Szczepanowice völlig unter, oder nach anderen Quellen erst im Jahr 1852, als die Familie Chrząstowski die Güter an Serwatowski verkauft und aus Szczepanowice auszog.
Bei der Ersten Teilung Polens kam Szczepanowice 1772 zum neuen Königreich Galizien und Lodomerien des habsburgischen Kaiserreichs (ab 1804).
1918, nach dem Ende des Ersten Weltkriegs und dem Zusammenbruch der k.u.k. Monarchie, kam Szczepanowice zu Polen. Unterbrochen wurde dies nur durch die Besetzung Polens durch die Wehrmacht im Zweiten Weltkrieg.
Von 1975 bis 1998 gehörte Szczepanowice zur Woiwodschaft Tarnów.

## Sehenswürdigkeiten

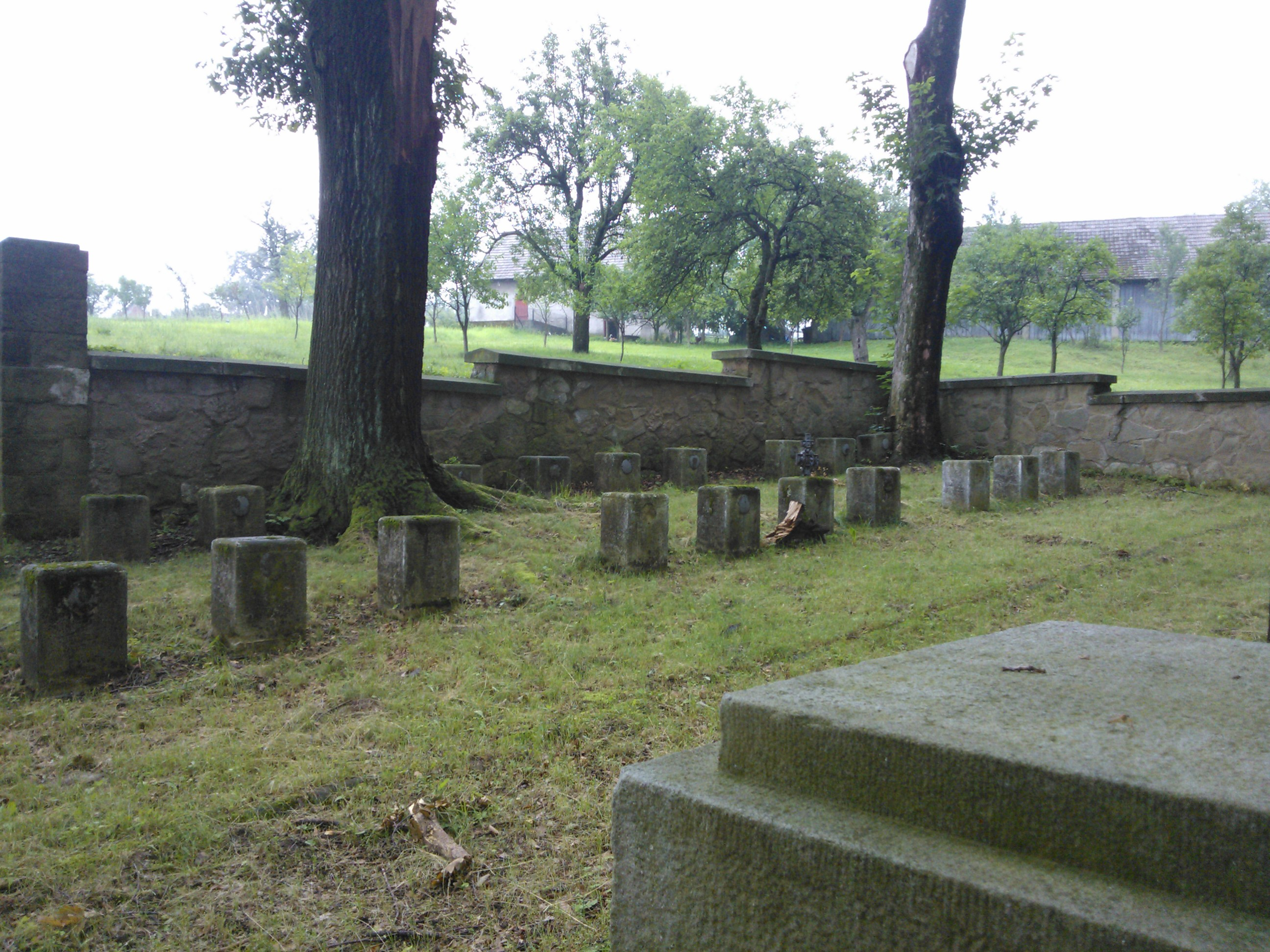
Soldatenfriedhof #194

- Soldatenfriedhöfe #194, #195 und #197 vom Ersten Weltkrieg